# Скоала
Скоала (фар. Skála, дат. Skåle) — деревня на фарерском острове Эстурой, муниципалитета Рунавуйк.
Официальное название деревни до 2011 года было Скоали, но Совет по географическим названиям (фар. Staðarnavnanevndin) изменил его на Скоала по просьбе жителей деревни. В январе 2011 года Дорожное управление Фарерских островов (фар. Landsverk) приступило к замене знаков с названием этой деревни и других переименованных населённых пунктов на новые.
С 1970-х годов в деревне проводится ежегодная городская вечеринка. Вечеринка проводится в последние выходные мая.